# 約翰·沃克·林德

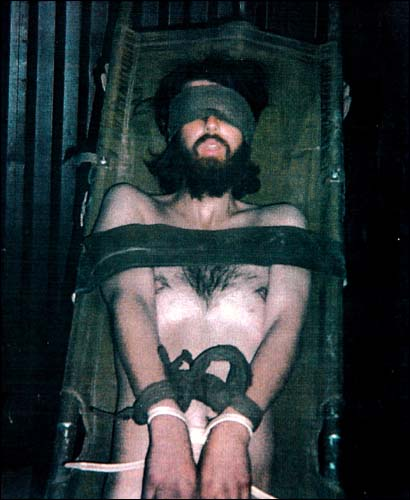
約翰·沃克·林德被美國拘留

約翰·沃克·林德（英語：John Phillip Walker Lindh，1981年2月9日—），有些傳媒稱他美國塔利班，是一名投誠於塔利班與美國軍隊作戰的美國公民，他在2001年11月25日，911襲擊之後在阿富汗昆都士省被北方联盟俘虜，震驚了所有的美國人。他被控陰謀殺害美國公民，以及協助本拉登的基地組織。在接受《新聞周刊》的訪問時他認為塔利班是世界上唯一准確執行伊斯兰教法的政府並對記者說他的確認為他在阿富汗是為真理而戰。 林德於2002年被判處20年監禁，並多次要求減刑。

## 青年時期
林德出生於華盛頓特區，雙親是瑪麗蓮沃克和弗蘭克林德。他曾受洗但沒有成為羅馬天主教徒，並成長於馬利蘭州銀泉。當他10歲，他的家人搬到加利福尼亞州聖安塞爾莫。林德在孩童時代患上一種腸道疾病。14歲時林德的健康改善，後來他就讀於Redwood High School成為一個插班生。之後，他轉移到Tamiscal High School。在那裡，他學習了世界的文化，其中包括伊斯蘭和中東地區。林德後來離開了學校，在16歲時通過加州高中水平考試最終獲得了高中文憑。
1997年，約翰林德正式成為穆斯林，並開始定期參加在米爾谷清真寺聚會，後來轉到舊金山。1998年林德前往也門，並停留了約10個月的學習阿拉伯語，以便他能夠閱讀古蘭經原文。 他在1999年回到了美國，與家人住在一起大約8個月後在2000年2月返回也門。之後從那裡離開到巴基斯坦的宗教學校研究。在國外，林德發送大量電子郵件給他的家人。其中一封他的父親告訴他關於美國軍艦科爾號被炸，對此林德表示，由於美國驅逐艦是在也門港口，它是一個針對伊斯蘭教的戰爭行為，因此是合理的。他的父親告訴新聞周刊「這引起我的關注」，並告訴新聞周刊，「但我使他成型的日子已經結束。」林德那時剛滿20歲。
林德決定前往阿富汗以協助阿富汗塔利班政府軍對抗北方聯盟。他的父母說他的動機是聽說了北方聯盟犯下針對平民暴行的故事。 他於2001年5月前往阿富汗，在他被逮捕後表示他前往阿富汗殺害美國人在9/11之後與報告不同。在他加入了塔利班政府時美國士兵在阿富汗還未部署，這使他被指控殺害美國人的動機令人懷疑。但是，經過9月11日的襲擊他知道美國與北方聯盟並肩戰鬥，不過他選擇留下來繼續為塔利班戰鬥。
林德沒有會見本拉登。他與本拉丹只是偶遇，而不是從屬關係。

## 被捕
林德於11月25日在阿富汗北部昆都士省被北方聯盟部隊抓獲，並由中央情報局（CIA）的人員約翰尼“邁克”施潘（Johnny "Mike" Spann）和另一名軍官在阿布都·拉希德·杜斯塔姆將軍部隊駐紮地Qala-i-Jangi問話。在英國第4頻道上顯示的新聞，施潘問林德「你是否愛爾蘭共和軍的成員？」施潘這樣問是因為在小組中的伊拉克人在接受施潘問話時認定林德為說英語的人。林德被告知說他是「愛爾蘭人」，以避免出現問題。不久後，大約11時許，臨時監獄成為了塔利班暴動的地方，在那裡與施潘一起喪生的還有數百名外國武裝分子。根據CNN記者羅伯特楊佩爾頓（Robert Young Pelton）對其他俘虜的採訪，林德對於計劃中的暴動完全知情，但保持沉默，沒有與美國人合作。即使他的綁匪可能會為他提供了更好的待遇，不過林德沒有報告他的美國公民身份。
林德在暴動中生還，在12月2日被再度發現，在暴動中林德大腿中彈受傷。之後他接受基本的急救及在馬扎里沙里夫接受問話一個星期，12月7日被帶到Camp Rhino基地，那時子彈仍然在他的大腿。2001年12月14日他被轉移到戰艦貝里琉號（戰艦貝里琉號）返回美國，在那裡他的傷口進行了手術，接受進一步治療。

## 審判
2002年2月5日林德被聯邦大陪審團起訴10項罪名：
- 陰謀殺害美國公民或美國國民
- 兩項提供物質支持和資源向恐怖組織
- 一項向塔利班提供服務。
- 串謀向基地組織作出貢獻
- 向基地組織作出貢獻
- 串謀向塔利班提供服務
- 在暴力罪行中使用和攜帶槍支和破壞性裝置

如果罪名成立，這些起訴可以使林德面臨最多三個無期徒刑和90年監禁。2002年2月13日，他不承認美國對其的10項指控。
2019年5月23日，林德獲得有條件提早釋放。